# Medgyes Zoltán
Medgyes Zoltán (Kistarcsa, 1995. július 23. –) korosztályos válogatott magyar labdarúgó, a Budapest Honvéd játékosa.

## Statisztika

### Klubcsapatokban
2025. augusztus 10-i állapot szerint.
| Klub                    | Szezon         | Liga           | Bajnokság | Bajnokság | Kupa  | Kupa  | Ligakupa | Ligakupa | Nemzetközi | Nemzetközi | Összesen | Összesen |
| Klub                    | Szezon         | Liga           | Mérk.     | Gólok     | Mérk. | Gólok | Mérk.    | Gólok    | Mérk.      | Gólok      | Mérk.    | Gólok    |
| ----------------------- | -------------- | -------------- | --------- | --------- | ----- | ----- | -------- | -------- | ---------- | ---------- | -------- | -------- |
| Haladás                 | 2012–13        | NB II          | 15        | 4         | —     | —     | 2        | 0        | —          | —          | 17       | 4        |
| Haladás                 | 2013–14        | NB I           | 10        | 0         | 1     | 0     | 2        | 0        | —          | —          | 13       | 0        |
| Haladás                 | 2014–15        | NB I           | 3         | 0         | 1     | 0     | 2        | 0        | —          | —          | 6        | 0        |
| Haladás                 | 2015–16        | NB I           | 27        | 0         | 5     | 0     | —        | —        | —          | —          | 32       | 0        |
| Haladás                 | 2017–18        | NB I           | 9         | 0         | 1     | 1     | —        | —        | —          | —          | 10       | 1        |
| Haladás                 | 2019–20        | NB II          | 20        | 2         | 3     | 3     | —        | —        | —          | —          | 23       | 5        |
| Haladás                 | 2020–21        | NB II          | 32        | 16        | —     | —     | —        | —        | —          | —          | 32       | 16       |
| Haladás                 | Összesen       | Összesen       | 116       | 22        | 11    | 4     | 6        | 0        | —          | —          | 133      | 26       |
| Mezőkövesd (kölcsönben) | 2014–15        | NB II          | 8         | 2         | —     | —     | —        | —        | —          | —          | 8        | 2        |
| Dorog (kölcsönben)      | 2016–17        | NB II          | 38        | 8         | 1     | 0     | —        | —        | —          | —          | 39       | 8        |
| Siófok (kölcsönben)     | 2018–19        | NB II          | 37        | 7         | 1     | 0     | —        | —        | —          | —          | 38       | 7        |
| Gyirmót                 | 2021–22        | NB I           | 29        | 0         | 3     | 1     | —        | —        | —          | —          | 32       | 1        |
| Gyirmót                 | 2022–23        | NB II          | 36        | 9         | 1     | 0     | —        | —        | —          | —          | 37       | 9        |
| Gyirmót                 | 2023–24        | NB II          | 31        | 9         | 2     | 0     | —        | —        | —          | —          | 33       | 9        |
| Gyirmót                 | Összesen       | Összesen       | 96        | 18        | 6     | 1     | —        | —        | —          | —          | 102      | 19       |
| Budapest Honvéd         | 2024–25        | NB II          | 29        | 8         | 2     | 1     | —        | —        | —          | —          | 31       | 9        |
| Budapest Honvéd         | 2025–26        | NB II          | 2         | 1         | —     | —     | —        | —        | —          | —          | 2        | 1        |
| Budapest Honvéd         | Összesen       | Összesen       | 31        | 9         | 2     | 1     | —        | —        | —          | —          | 33       | 10       |
| Teljes karrier          | Teljes karrier | Teljes karrier | 326       | 66        | 21    | 6     | 6        | 0        | —          | —          | 353      | 72       |